# Kiên Giang (nhà thơ)
Kiên Giang tên thật Trương Khương Trinh (1929–2014) là nhà thơ, ký giả, soạn giả cải lương, nổi tiếng với bài thơ Hoa trắng thôi cài trên áo tím. Ông còn được xem là thầy của hai soạn giả nổi tiếng khác là Hà Triều và Hoa Phượng. Ông còn có bút danh là Hà Huy Hà.

## Tiểu sử
Kiên Giang sinh ngày 17 tháng 2 năm 1929 tại làng Đông Thái, huyện An Biên, tỉnh Rạch Giá (nay thuộc tỉnh Kiên Giang), là đồng hương của nhà văn Sơn Nam. Năm 1943, ông theo học trường tư Lê Bá Cang tại Sài Gòn.
Ngoài làm thơ, Kiên Giang, với nghệ danh là Hà Huy Hà, là soạn giả cải lương rất nổi tiếng thời đó, cùng với Năm Châu, Viễn Châu, Hà Triều – Hoa Phượng, Quy Sắc,... Các tác phẩm cải lương của ông có thể kể đến Áo cưới trước cổng chùa, Người vợ không bao giờ cưới,... Trong đó, Người vợ không bao giờ cưới đã giúp cho nghệ sĩ Thanh Nga đạt giải Thanh Tâm và trở thành một ngôi sao trong giới cải lương.
Trước 1975, Kiên Giang còn làm ký giả kịch trường cho nhiều tờ báo lớn của Sài Gòn như Tiếng chuông, Tiếng dội, Lập trường, Điện tín, Tia sáng,... Ông từng tham gia phong trào ký giả đi ăn mày và dẫn đầu đoàn biểu tình chống lại những quy chế khắt khe do chính quyền Việt Nam Cộng hòa áp đặt lên giới báo chí. Vì hành động này mà Kiên Giang phải vào tù.
Sau 1975, Kiên Giang làm Phó Đoàn cải lương Thanh Nga, kiêm cán bộ Phòng nghệ thuật sân khấu. Ông từng làm Ủy viên Ban Chấp hành Hội Sân khấu Thành phố Hồ Chí Minh qua 3 nhiệm kỳ.
Lúc 18 giờ ngày 31 tháng 10 năm 2014, nhà thơ Kiên Giang qua đời tại Bệnh viện Nguyễn Tri Phương, Thành phố Hồ Chí Minh, hưởng thọ 86 tuổi. Ghi nhận những cống hiến của nhà thơ Kiên Giang cho nền văn học nghệ thuật nước nhà, Hoa viên Nghĩa trang Bình Dương đã dành tặng miễn phí một mộ phần cho nhà thơ Kiên Giang được yên nghỉ bên cạnh người bạn thân của mình – nhà văn Sơn Nam.

## Tác phẩm

### Thơ
- Hoa trắng thôi cài trên áo tím (1958)
- Lúa sạ miền Nam (1970)
- Quê hương thơ ấu
- Ngủ bên chân mẹ
- Tiền và lá (1956)

### Cải lương
- Người đẹp bán tơ (1956)
- Con đò Thủ Thiêm (1957)
- Người vợ không bao giờ cưới (1958 – với Phúc Nguyên)
- Ngưu Lang Chức Nữ
- Áo cưới trước cổng chùa
- Phấn lá men rừng
- Từ trường học đến trường làng
- Thuyền trăng trên bến ngũ hồ
- Dòng nước ngược
- Chia đều hạnh phúc
- Trương Chi Mỵ Nương
- Mây chiều xuyên nguyệt thôn
- Sương phủ nửa chừng xuân
- Chén cơm sông núi
- Hồi trống trường làng
- Lưu Bình – Dương Lễ

### Tân cổ giao duyên
- Chiếc rổ may của ngoại
- Trái tim con cò trắng
- Trái gùi Bến Cát
- Tình học sinh
- Đội gạo đường xa
- Tìm đá mạ vàng
- Gió bấc đầu mùa
- Mưa nắng miền đông
- Ngồi trâu thổi sáo
- Nuôi chồng
- Ánh đèn soi ếch
- Người đẹp bán tơ
- Hương cau quê ngoại
- Vắt sữa nai nuôi mẹ
- Hương sắc gái Cà Mau
- Lập quán kén chồng
- Ni cô và lão ăn mày
- Khói lò gạch
- Cô gái miền Tây